# Горчаков, Михаил Александрович
Светлейший князь Михаил Александрович Горчаков (24 августа 1839 — 12 июля 1897) — русский дипломат и тайный советник из княжеского рода Горчаковых.

## Биография
Родился в Москве в семье канцлера Российской империи князя Александра Михайловича Горчакова и его жены графини Марии Александровны Мусиной-Пушкиной (1801—1853), дочери князя А. М. Урусова и вдовы графа И. А. Мусина-Пушкина. Брат — гофмейстер К. А. Горчаков; единоутробные братья — гофмаршал А. И. Мусин-Пушкин, генерал от инфантерии А. И. Мусин-Пушкин, шталмейстер В. И. Мусин-Пушкин; внучатый племянник — обер-камергера Д. П. Татищева; двоюродный дядя — М. Н. Гирса и Н. Н. Гирса.
В службе и классном чине с 1857 года. С 1859 года 3-й и 2-й секретарь Канцелярии Министерства иностранных дел. С 1862 года младший, с 1864 года старший секретарь Посольства в Лондоне. С 1867 года советник Дипмиссии в Берлине. В 1871 году произведён в действительные статские советники. С 1872 года — Чрезвычайный посланник и полномочный министр в Швейцарии, с 1878 года в Саксонии и с 1879 по 1896 годы в Испании. В 1879 году произведён в тайные советники. Был награждён всеми российскими орденами вплоть до ордена Святого Александра Невского пожалованного ему 16 марта 1893 года.
По словам А. А. Половцова, князь Горчаков был пустой, тщеславный, мелочный человек, пользовавшийся всеобщим неуважением и смешивший императора своей самонадеянностью. В период его службы в Испании королева Изабелла II не скрывала от окружающих, насколько ей надоел российский любезный представитель, он же продолжал утверждать, что его необыкновенно ценят и он пользуется благосклонностью двора. Скончался холостым от грудной жабы в Петербурге, похоронен в Сергиевской пустыни.